# Drum național 3B
Der Drum național 3B (rumänisch für „Nationalstraße 3B“, kurz DN3B) ist eine Hauptstraße in Rumänien.

## Verlauf
Die Straße beginnt im Süden von Gura Ialomiței in der Bărăgan-Steppe, wo sie vom Drum național 2A (Europastraße 60) nach Süden abzweigt. Sie überschreitet die Ialomița und verläuft parallel zum Donauarm Brațul Borcea und den Ortsteil Fetești Gară der Stadt Fetești, wo der Drum național 3A auf sie trifft. In Fetești kreuzt sie die Autobahn A2 (zugleich Europastraße 81), die von Bukarest nach Constanța führt und den Brațul Borcea und später den Hauptarm der Donau überquert. Der DN3B folgt weiter dem Brațul Borcea aufwärts über Dichiseni und endet schließlich in der Kreishauptstadt Călărași am Drum național 3.
Die Länge der Straße beträgt rund 98 km.